# Samandağ
Samandağ aussi appelé Saint-Siméon est une municipalité de la province de Hatay, dans le sud de la Turquie, près de la Syrie, à l'embouchure du fleuve Oronte, à 25 kilomètres de la ville d'Antioche. Elle est le chef-lieu du district homonyme, qui compte 106.754 habitants pour une superficie de 446 km2.

## Dénomination
Samandağ a historiquement été appelée Séleucie de Piérie dans l'Antiquité, quand elle était le port maritime d'Antioche (le village de Çevlik s'élève sur les ruines de ce port), Saint-Siméon pendant l'occupation des Croisés, puis Samanda, Yukarı Alevışık, Levşiye et Suwaidiyyah (Süveydiye) sa dénomination actuelle ne date que de 1948.

## Économie
L'économie locale dépend de la pêche et de l'agriculture, en particulier des agrumes. À proximité du village de Çevlik se trouve une longue plage sablonneuse très fréquentée par les habitants d'Antioche. C'est également une zone de nidification importante d'une espèce en danger de tortues de mer Caretta caretta.

## Population
La majeure partie de la population est composée d'arabes alaouites , il y a aussi des villages de chrétiens arabes ou assyriens, ainsi que le seul village arménien de Turquie après le génocide, Vakıflı.

## Politique
Aux élections locales de 2009, le candidat du Parti de la liberté et de la solidarité (ÖDP), le vétérinaire Mithat Nehir, a été élu maire, le seul de son parti pour toute la Turquie, avec 6 764 voix (34,20 % ; 30,16 % pour le candidat SHP en 2004), devant le candidat du CHP, 6 282 voix (31,77 % ; 46,24 % en 2004), l'AKP n'arrivant qu'en quatrième position. Le conseil municipal se compose de 5 élus ÖDP, 8 CHP et 2 DSP, l'AKP n'a obtenu aucun siège avec 13,4 % des votes,.
| Emrah Karaçay (TİP )                           | 2024-     |
| Refik Eryılmaz (CHP )                          | 2019-2024 |
| Mithat Nehir (ÖDP en 2009, CHP en 2014)        | 2009-2019 |
| Ali Terzi (CHP)                                | 2004-2009 |
| Ganim Canbolat (ANAP)                          | 1999-2004 |
| Mithat Abacı (CHP)                             | 1994-1999 |
| Ganim Canbolat (SODEP en 1984, DSP en 1989)    | 1984-1994 |
| Erhan Aksay (pendant la dictature militaire)   | -         |
| Hasan Erdoğan (pendant la dictature militaire) | -         |
| Mithat Aslan (CHP)                             | 1977-     |
| Ataullah Cilli (AP)                            | 1968-     |
| İzzettin Cilli                                 | -         |
| Abdullah Cilli                                 | -         |
| Zeynel Abidin Cilli                            | -         |
| Yunus Nural                                    | -         |

## Personnalités originaires de Samandağ
La famille du militant belgo-turc Bahar Kimyongür est originaire de Samandağ.

## Monuments et sites

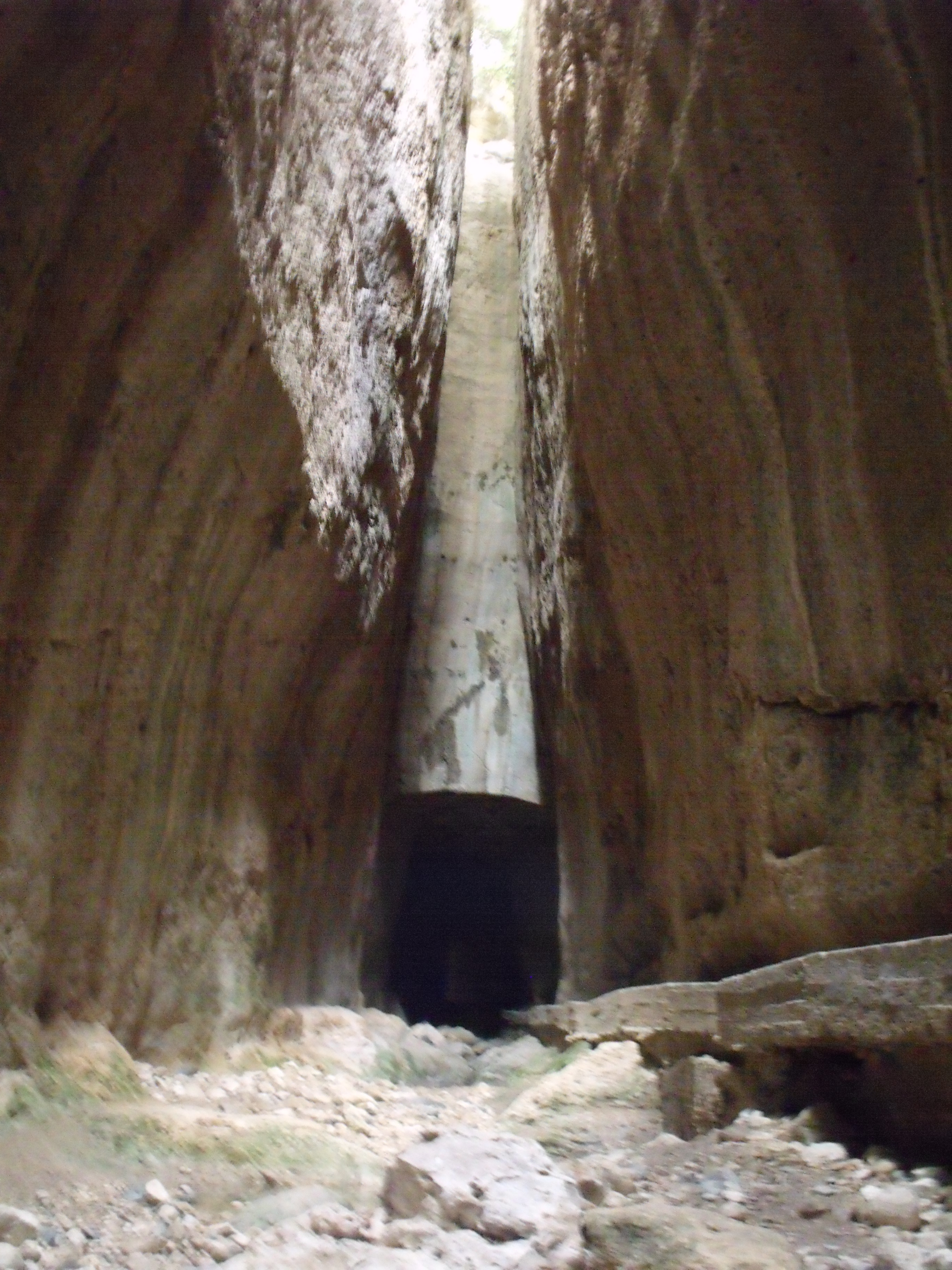
Le tunnel creusé par les empereurs Vespasien et Titus

- Le monastère de Siméon Stylite le Jeune est situé dans le district de Samandağ, à environ six kilomètres au Sud-sud-est de la localité sur un versant du "Mont Admirable", près de l'Oronte.
- Le tunnel (de) de Vespasien, dans le village de Cevlik et Kapısuyu, construit sous le règne de Vespasien et Titus pour servir de canal aquatique au IIe siècle. Des travaux d'aménagement importants y aurait été effectué sous l'empereur Constance II.
- La tombe du saint musulman Al-Khidr ("Le Vert", Hızır en turc), personnage important pour les Alévis.